# Mărașu
Mărașu è un comune della Romania di 3 288 abitanti, ubicato nel distretto di Brăila, nella regione storica della Muntenia.
Il comune è formato dall'unione di 6 villaggi: Băndoiu, Măgureni, Mărașu, Nedelcu, Plopi, Țăcău.